# Thisted pigen
Thisted Pigen også "Limfjordspigen" og "Byens kønneste" er en bronzeskulptur udført af billedhuggeren Henning Wienberg Jensen i 1947. Det var kunstnerens daværende hustru, Gudrun Wienberg Jensen (født Kønigsfeldt), som stod model. I 1956 indbragte skulpturen Wienberg kunstakademiets guldmedalje, da han deltog i opgaven "En fritstående nøgen figur til et moderne parkanlæg.". Skulpturen blev året efter købt af Thisted Kommune og opstillet på en granitsokkel ved Kystvejen i Thisted. Thistedpigen er tydeligt inspireret af græske statuer af kærlighedsgudinden Afrodite.
En statuette af Thisted Pigen uddeles årligt af Sparekassen Thy til "Årets Thybo", en person, der har bidraget til at bringe Thy på Danmarks- eller verdenskortet.
56°57′4″N 8°41′16″Ø / 56.95111°N 8.68778°Ø